# Иоанникий (Соколовский)
Иоанникий (в миру Феодосий Семёнович Соколовский; 24 марта 1889, село Мигалки, Радомысльский уезд, Киевская губерния — 2 апреля 1938, Куйбышев) — деятель григорианского и лубенского расколов, до 1925 года — епископ Русской православной церкви, епископ Омский.

## Биография
Родился 24 марта 1889 года в селе Мигалки Радомысльского уезда Киевской губернии (ныне Бородянского района Киевской области) в семье диакона.
Окончил Киевскую духовную семинарию и Киевскую духовную академию со степенью кандидата богословия. Есть сведения, что исполнял пастырские обязанности при Екатеринославском женском монастыре.
В 1916—1917 годы был военным священником.
21 октября 1921 года хиротонисан во епископа Бахмутского, викария Екатеринославской епархии.
В начале 1922 года временно управлял Екатеринославской епархией.
28 декабря 1923 года Патриарх Тихон поручил епископу Иоанникию «временное попечение о православных приходах Херсонско-Одесской епархии — если предоставится возможность жить в ней».
В марте 1924 года Патриархом Тихоном назначен архиепископом Харьковским и Ахтырским, патриаршим представителем.
Харьков к тому времени стал столицей Украинской ССР, но это назначение было облечено в такую форму, что им не только не затрагивалась проблема замещения Киевской кафедры, правящим архиереем которой формально был митрополит Антоний (Храповицкий) но даже не упразднялись формально и полномочия Экзарха митрополита Михаила (Ермакова).
В Рапорте Патриарху Тихону сообщал, что «к православию присоединилось около 200 приходов». «Духовенство под давлением большей частью мирян приносит покаяние и просит о присоединении. В Харькове только 3 храма православных, но они переполнены Недалёк час, когда „Живая Церковь“ потеряет паству, за ней остается лишь город — как в Екатеринославской и Донецкой епархиях. Очень трудно, обновленческие правители — Пимен, Кречетович и др. употребляют всю свою подлость, чтобы дискредитировать меня в глазах правительства, чем главным образом объясняется то обстоятельство, что я ещё не легализован… Сотрудников нет — все запуганы, загнаны. На днях оштрафовали меня на 900 руб., но платить не собираюсь — нечем. Могут и посадить — но ненадолго, на 3 месяца».
По просьбе паствы, недовольной недостойным поведением епископа, Иоанникий 8 сентября 1924 года был переведён на Омскую кафедру. Решению не подчинился, остался в Харькове, где при поддержке властей учинил раскол, названный по его имени «иоанникиевщиной», объявив себя Екатеринославским архиереем, захватил Мироносицкий храм в Харькове и захватил несколько храмов в Екатеринославе.
Тогда по распоряжению святителя Тихона от 16 февраля 1925 года архиепископу Иоанникию было запрещено священнослужение в пределах Харьковской и Екатеринославской епархий. Вслед за этим Патриарх подтвердил это запрещение своим определением от 25 марта.
После этого архиепископ Иоанникий выехал в Москву и оказался там как раз ко времени кончины Патриарха Тихона и его похорон, состоявшихся 12 апреля, в Вербное воскресение. Считая свою вину «высосанной из пальцев», написал 14 апреля Патриаршему Местоблюстителю «докладную записку», в которой объявил, что уезжает на Екатеринославщину и до будущего Собора вступает с разрешения гражданской власти в управление епархией. За его демаршем стояло ОГПУ, которое сообщило о первом отколе архиерея от Патриаршего Местоблюстителя митрополита Петра. В «Обзоре политического состояния СССР» за апрель 1925 г., подготовленном Лубянкой для Кремля, говорилось, что «недовольство Петром вылилось в объявлении Екатеринославским епископом Иоанникием своей епархии „независимой“, в чем его поддержали два других украинских епископа».
В марте 1925 года присоединился к лубенскому расколу, в котором был одним из предводителей.
5 января 1926 года решением православных архиереев Украины, утверждённым Заместителем Патриаршего Местоблюстителя митрополитом Сергием, Иоанникий с другими главарями лубенского раскола был отлучён от Церкви. Раскольники подали жалобу в григорианский ВВЦС, документ об учреждении которого Иоанникий подписал ещё в декабре 1925 года.
2/15 апреля 1925 года в собрании епископов у Патриаршего Местоблюстителя прочёл и подал заранее написанное им заявление, что не подчиняется Блюстителю Патриаршего Престола и Собору епископов при сем Престоле и является вопреки увольнению управляющим Екатеринославскою и Харьковскою епархиями.
19 мая того же года Патриарший Местоблюститель митрополит Петр (Полянский) запретил Иоанникию священнослужение. Запрещению не подчинился, присвоив себе титул «архиепископ Екатеринославский и Донецкий», продолжал захватывать храмы в Екатеринославе.
В 1927 году перешёл в Григорианский раскол (ВВЦС) и был назначен митрополитом Ульяновским вместо Виссариона (Зорнина). Не был рад своему новому назначению. В знак своего недовольства долгое время в епархию не являлся, причём никто, даже руководство ВВЦС, не имел представления о его местонахождении. Всё-таки Иоанникий прибыл в Ульяновск и вступил в свои обязанности. Свою неприязнь к епархии он проявлял постоянно, стараясь по любому поводу выехать за её границы.
В июне 1933 года подал прошение в ВВЦС о выходе за штат по болезни. Перед отъездом он собрал взносы с церквей епархии за полгода вперёд, после чего отбыл с ними в неизвестном направлении. С июня 1936 года за штатом по болезни.
В декабре 1934 года избран членом президиума ВЦС.
В июле 1936 года назначен митрополитом Томским и Западно-Сибирским, председателем Томского епархиального совета. Однако 1 сентября того же года уволен за штат. Выехал в Москву затем в Ульяновск.
Арестован 17 октября 1937 года. Содержался в Кряжской тюрьме Куйбышева. 21 декабря тройкой при УНКВД по Куйбышевской области приговорён к расстрелу. Расстрелян 2 апреля 1938 года в Куйбышеве. Похоронен в Куйбышеве. Реабилитирован в январе 1956 года.